# Bodyline

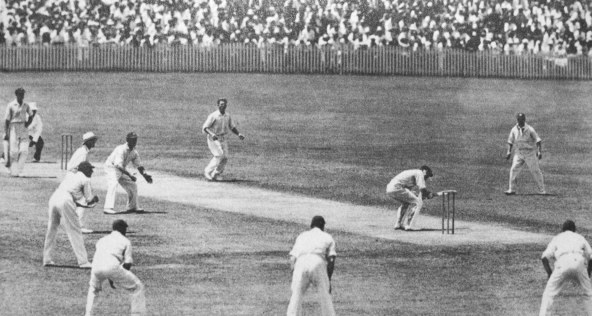
Bill Woodfull esquive une balle lancée par un lanceur anglais, alors l'équipe d'Angleterre applique Bodyline. Un grand nombre de joueurs de champ sont placés juste derrière lui dans l'espoir attraper la balle au vol et ainsi l'éliminer.

Bodyline est une tactique de cricket, appelée également fast-leg theory et utilisée principalement par l'équipe d'Angleterre en Australie en 1932-1933. Elle consiste, pour l'équipe qui lance la balle, à combiner des lancers rapides dirigés vers le corps du batteur adverse et à placer un grand nombre de joueurs de champ derrière lui. Ils sont prêts à attraper la balle au vol si le batteur dévie la balle avec sa batte pour se protéger, et ainsi l'éliminer.
En 1930, l'équipe d'Australie, en tournée en Angleterre, remporte le trophée des Ashes en particulier grâce aux performances du jeune Donald Bradman. En réponse à Bradman, l'international anglais Douglas Jardine conçoit Bodyline et, devenu capitaine de l'équipe d'Angleterre en tournée en Australie, la met en application. Plusieurs batteurs australiens sont touchés au corps durant la série de test-matchs qui oppose les deux nations, mais les blessures sérieuses que subissent certains ne sont pas occasionnées lorsque l'Angleterre applique Bodyline. Un malaise s'instaure pourtant entre les deux équipes, mettant un temps la suite de la tournée en péril. La controverse se déplace ensuite sur le plan diplomatique. Durant les deux décennies qui suivent, plusieurs règles du cricket sont modifiées pour empêcher l'emploi de Bodyline, notamment en imposant des limitations dans le positionnement des joueurs de champ.

## Principe

## Historique

### Genèse
En 1930, les Ashes ont lieu en Angleterre et se jouent en cinq tests. L'Australie est menée par son capitaine Bill Woodfull. Les Anglais gagnent le premier match à Trent Bridge le 17 juin. Les australiens leur répondent le 1er juillet. Après deux draws lors des deux tests qui suivent, la décision se fait lors du dernier match. Après six jours de jeu, les australiens le gagnent finalement par un innings et 39 runs, soit plus d'une manche d'écart.
Parmi les joueurs australiens, c'est surtout Donald Bradman, alors âgé de 22 ans, qui est le plus impressionnant. Il marque un total de 974 runs, à une moyenne de 139,14 par manche. Son total de runs est encore de nos jours un record pour un joueur dans une série de tests. Lors du troisième match, à Headingley, il réussit à marquer 334 runs dans la première manche, un record à l'époque. Uniquement sur la première journée de jeu, il marque 309 runs, ce qui constitue là encore le record actuel pour un joueur lors d'une seule journée de test. Ses autres totaux dans la série incluent des scores tels que 131, 254 et 232.

### Mise en place
Après la série de 1930, l'international anglais Douglas Jardine décide d'un plan pour contrer les talents de Bradman avec l'ancien capitaine anglais et capitaine du Nottinghamshire County Cricket Club Arthur Carr et ses deux fast bowlers Harold Larwood et Bill Voce. Jardine rencontre les trois joueurs du Nottinghamshire au Piccadilly Hotel de Londres. Il demande aux deux lanceurs s'il leur est possible de lancer des balles vers le leg stump, c'est-à-dire le piquet du wicket situé du côté de la jambe du batteur, et de faire fuser la balle vers le corps du batteur. Les deux lanceurs affirment qu'ils en sont capables, et que cela peut s'avérer efficace.
Pour accompagner ces lancers, la tactique inclut un grand nombre de fielders du côté leg side du batteur, c'est-à-dire derrière lui. Le résultat est que le batteur adverse a à choisir entre soit essayer d'éviter la balle dirigée vers son corps ou sa tête, soit tenter de l'écarter avec sa batte, donnant ainsi la possibilité aux fielders d'attraper la balle au vol et donc de l'éliminer. Une tactique similaire, appelée leg theory, a déjà été utilisée précédemment par des slow bowlers tels que Fred Root, mais avec une disposition des joueurs de champ plus conventionnelle et des lancers moins rapides
Larwood et Voce pratiquent la tactique durant les deux saisons du County Championship qui suit, terrorisant leurs opposants et permettant au Nottinghamshire de finir dans les sommets du classement chaque année. Lorsque l'équipe d'Angleterre part pour l'Australie, en 1932, Larwood, Voce et le joueur du Yorkshire County Cricket Club Bill Bowes se sont perfectionnés.

## Bodyline dans la culture populaire

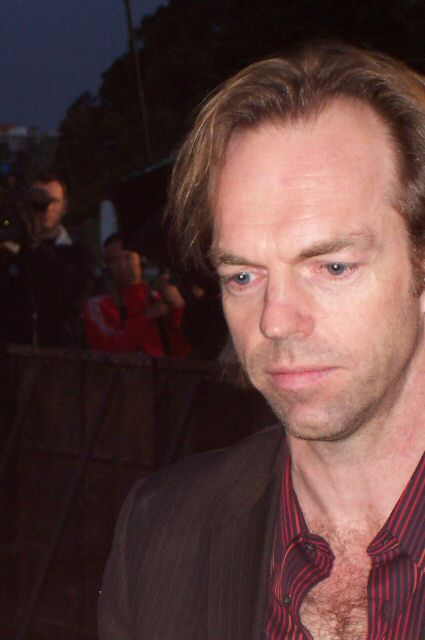
Hugo Weaving a incarné Douglas Jardine dans la série diffusée par Network Ten.

En 1984, la chaîne de télévision australienne Network Ten produit un feuilleton intitulé Bodyline et qui porte à l'écran les événements de 1932-33. Au casting figure notamment l'acteur australien Hugo Weaving dans le rôle de Douglas Jardine. La série prend quelques libertés avec l'histoire : elle montre par exemple des australiens en colère brûlant un drapeau anglais lors du test joué à l'Adelaide Oval, un événement qui n'a jamais été rapporté. Larwood, qui a émigré en Australie en 1950, reçoit des menaces et insultes par téléphones après la diffusion de la série.
De nos jours, Bodyline est encore considéré comme l'un des événements les plus significatifs de l'histoire du cricket. Dans un sondage effectué en 2004 auprès de journalistes, commentateurs sportifs et de joueurs, la tournée de 1932-33 a été désignée comme étant l'événement le plus important de l'histoire du cricket.
Actuellement, le réalisateur et producteur australien Peter Clifton coproduit The Bloody Ashes, un film qui va également traiter de cette série de matchs. La personne choisie pour incarner Bradman va recevoir six mois de leçons intensives de cricket. Une agence de casting australienne a été mandatée pour trouver l'acteur qui l'incarnera, tandis que des agences de casting anglaises recherchent des acteurs pour jouer Jardine et Larwood. Clifton a déclaré que la décision de chercher l'acteur qui incarnera Bradman dans les clubs de cricket s'est faite après une longue discussion avec l'ancien capitaine australien Ian Chappell. Le tournage des Bloody Ashes doit commencer en 2007.
En 2006, Bodyline est un thème que l'on peut étudier pour le Higher School Certificate de Nouvelle-Galles du Sud. Le sujet fait partie du syllabus, dans la partie « Histoire moderne », et fait partie d'une des deux listes d'événements parmi lesquels les élèves doivent choisir un thème d'étude.

### Sources
- (en) Cet article est partiellement ou en totalité issu de l’article de Wikipédia en anglais intitulé « Bodyline » (voir la liste des auteurs).
- Sources utilisées par l'article anglais :

 : document utilisé comme source pour la rédaction de cet article.
- - David Frith, Bodyline Autopsy, ABC Books, 2002  (ISBN 0-7333-1321-3) 
  - Alan Gibson, The Cricket Captains of England, The Pavilion Library, 1989  (ISBN 1-85145-390-3) 
  - Douglas Jardine, In Quest of the Ashes, Hutchison, 1933
  - Paul Wheeler, Bodyline: The Novel, Faber and Faber, 1983
  - Bodyline Fiche IMDB.